# 紐馬基特 (薩福克郡)
紐馬克特（Newmarket）是英國薩福克郡的一個城鎮，位於倫敦以北65英里（105公里）。紐馬克特最著名的是其的養馬場，香港賽馬會常譯為新市場。